# نيمانيا غوديلي
نيمانيا «نينو» غوديلي (بالصربية: Немања Гудељ)‏ و (بالصربية: Немања Гудељ) هو لاعب كرة قدم صربي في مركز وسط دفاعي ولد في يوم 16 نوفمبر 1991 في مدينة بلغراد عاصمة جمهورية يوغسلافيا الاتحادية، يلعب حالياً مع نادي إشبيلية وسبق له اللعب مع نادي أياكس أمستردام وألكمار وإن أي سي بريدا، سبق له اللعب مع منتخب صربيا لكرة القدم يبلغ طوله 187 سم.

## روابط خارجية
- نيمانيا غوديلي على موقع الاتحاد الدولي (مؤرشف)  (الإنجليزية)
- نيمانيا غوديلي على موقع الاتحاد الأوربي (الإنجليزية)
- نيمانيا غوديلي على موقع إي إس بي إن إف سي (الإنجليزية)
- نيمانيا غوديلي على موقع قاعدة بيانات كرة القدم.إي يو (الإنجليزية)
- نيمانيا غوديلي على موقع ناشيونال فوتبول تيمز (الإنجليزية)
- نيمانيا غوديلي على موقع Soccerbase.com (لاعب) (الإنجليزية)
- نيمانيا غوديلي على موقع Soccerway.com (الإنجليزية)
- نيمانيا غوديلي على موقع عالم كرة القدم.نت (الإنجليزية)
- نيمانيا غوديلي على موقع AS.com (الإسبانية)